# Calliteara argentata
Calliteara argentata är en fjärilsart som beskrevs av Butler 1881. Calliteara argentata ingår i släktet harfotsspinnare, och familjen tofsspinnare. Inga underarter finns listade i Catalogue of Life.